# Betyla midas
Betyla midas är en stekelart som beskrevs av Naumann 1988. Betyla midas ingår i släktet Betyla och familjen hyllhornsteklar. Inga underarter finns listade.